# Empis setitarsus
Empis setitarsus är en tvåvingeart som beskrevs av Smith 1969. Empis setitarsus ingår i släktet Empis och familjen dansflugor.
Artens utbredningsområde är Lesotho. Inga underarter finns listade i Catalogue of Life.